# Gerhard Goos
Gerhard Goos (* 6. August 1937 in Nürnberg; † 20. April 2020 in Karlsruhe) war Professor für Informatik am Karlsruher Institut für Technologie und hat die Informatik-Lehre in Deutschland mit aufgebaut. Seit dem 1. April 2005 war er emeritiert.

## Leben
Gerhard Goos promovierte 1965 an der Universität Erlangen-Nürnberg bei Georg Nöbeling mit der Arbeit Künnethformeln der Cechschen Cohomologietheorie über kompakten Räumen.
1970 erhielt er den ersten Lehrstuhl für Informatik an der Universität Karlsruhe, damals noch an der Fakultät für Mathematik. Bis zuletzt war er Mitglied des Instituts für Programmstrukturen und Datenorganisation an der Fakultät für Informatik.
Er war Autor mehrerer Lehrbücher, davon zwei der ersten ihrer Art 1971 zusammen mit seinem Mentor Friedrich L. Bauer.
Seit 1973 war er Hauptherausgeber der Lecture Notes in Computer Science und Mitherausgeber mehrerer wissenschaftlicher Zeitschriften: Informatik Spektrum, Informatik – Forschung und Entwicklung, Software Concepts and Tools und Formal Aspects of Computing.
Sein Forschungsschwerpunkt waren Übersetzer, so entwarf er attributierte Grammatiken, den ersten europäischen Ada-83-Compiler und die Sprache Sather-K.
Von 1971 bis 1979 und wieder ab 1992 war er gewählter Gutachter der Deutschen Forschungsgemeinschaft (DFG).
1985 war er einer der Initiatoren des FZI Forschungszentrums Informatik in Karlsruhe, und dort Direktor des Forschungsbereiches Software Engineering. Seit 2011 war er emeritierter Direktor.
1986 bis 1991 war Goos technisch-wissenschaftliches Vorstandsmitglied bei der Gesellschaft für Mathematik und Datenverarbeitung (GMD), wo er schon zuvor Leiter des Instituts für Systemtechnik und der Karlsruher Forschungsstelle für Programmstrukturen gewesen war.
1987/88 war er zusammen mit der GMD und der University of California, Berkeley an der Gründung des International Computer Science Institute (ICSI) in Berkeley beteiligt, einem unabhängigen Labor, das Grundlagenforschung im Bereich der Informatik betreibt und sich zum Ziel gesetzt hat, den Technologietransfer und den Wissenschaftleraustausch zwischen Deutschland und den USA zu fördern. Bis 2004 leitete Goos das Auswahlkomitee für wissenschaftlich hervorragend qualifizierte deutsche Postdoktoranden und erreichte eine ICSI-Postdoktoranden-„Rückholrate“ von fast 90 %, wodurch zahlreiche neue Informatik-Professuren in Deutschland mit US-erfahrenen Wissenschaftlern besetzt werden konnten.
1988 wurde er (bis 1991) Mitglied des Gründungsaufsichtsrats des Deutschen Forschungszentrums für Künstliche Intelligenz.
Er war Vater von drei Kindern.

## Zitate
„Ein Rechner ist ein Vollidiot mit Spezialbegabung:

Er hat ein großes, präzises Gedächtnis und kann

schneller rechnen als ein Mensch.“

## Ehrungen (Auszug)
- 1986: Board of Trustees des International Computer Science Institute (ICSI) in Berkeley (inzwischen Emeritus Trustee)
- 2005: Fellow der Gesellschaft für Informatik
- 2005: Distinguished Service Award des International Computer Science Institute (ICSI) in Berkeley (für besondere Dienste um den Aufbau des transatlantischen Forschungsaustauschs für junge Nachwuchsinformatiker)
- 2018: Anlässlich seines achtzigsten Geburtstages wurde im Semesterkolloquium WS 2017/2018 der größte Hörsaal des Fakultätsgebäudes KIT-Informatikgebäudes in „Gerhard-Goos-Hörsaal“ umbenannt.[6]

## Schriften (Auszug)
- Künnethformeln der Cechschen Cohomologietheorie über kompakten Räumen. Dissertation. Erlangen-Nürnberg 1965.
- mit Friedrich L. Bauer: Informatik. 4. Auflage. 1. Eine einführende Übersicht. Springer Lehrbuch, 1992, ISBN 3-540-52790-7.
- mit Friedrich L. Bauer: Informatik. 4. Auflage. 2. Eine einführende Übersicht. Springer Lehrbuch, 1992, ISBN 3-540-55567-6.
- (Hrsg.): Werkzeuge der Programmiertechnik. GI-Arbeitstagung, Karlsruhe, 16.–17. März 1981. Proceedings. Springer, Berlin/Heidelberg/New York 1981, ISBN 3-540-10725-8
- mit William A. Wulf, Arthur Evans & Kenneth J. Butler (Hrsg.): DIANA, an Intermediate Language for Ada. Revised Version. Springer, Berlin [u. a.] 1983, ISBN 3-540-12695-3
- mit William Waite: Compiler Construction. 1. Auflage. Springer, 1984, ISBN 3-540-90821-8 (uni-karlsruhe.de).
- mit Guido Persch & Jürgen Uhl: Programmiermethodik mit Ada. Springer, Berlin [u. a.] 1987, ISBN 3-540-17536-9
- Vorlesungen über Informatik. 4. Auflage. 1. Grundlagen und funktionales Programmieren. Springer, 2005, ISBN 3-540-24405-0.
- Vorlesungen über Informatik. 4. Auflage. 2. Objektorientiertes Programmieren und Algorithmen. Springer, 2006, ISBN 3-540-24403-4.
- Vorlesungen über Informatik. 1. Auflage. 3. Berechenbarkeit, formale Sprachen, Spezifikationen. Springer, 1997, ISBN 3-540-60655-6.
- Vorlesungen über Informatik. 1. Auflage. 4. Paralleles Rechnen und nicht analytische Lösungsverfahren. Springer, 1998, ISBN 3-540-60650-5.